# Lucerapex schepmani
Lucerapex schepmani é uma espécie de gastrópode do gênero Lucerapex, pertencente a família Turridae.